# Episodi di Die Männer vom K3 (terza stagione)
La terza stagione della serie televisiva Die Männer vom K3 è stata trasmessa in anteprima in Germania dalla Das Erste tra il 26 dicembre 1992 e il 6 aprile 2003.
| nº | Titolo originale          | Titolo italiano | Prima TV Germania | Prima TV Italia |
| -- | ------------------------- | --------------- | ----------------- | --------------- |
| 1  | Zu hoch gepokert          | inedito         | 26 dicembre 1992  | inedito         |
| 2  | Dreckiges Geld            | inedito         | 26 settembre 1993 | inedito         |
| 3  | Tanz auf dem Seil         | inedito         | 14 novembre 1993  | inedito         |
| 4  | Made in Hongkong          | inedito         | 12 dicembre 1993  | inedito         |
| 5  | Das dritte Mädchen        | inedito         | 26 dicembre 1993  | inedito         |
| 6  | Keine Chance zu gewinnen  | inedito         | 5 dicembre 1994   | inedito         |
| 7  | Ein friedliches Dorf      | inedito         | 12 dicembre 1994  | inedito         |
| 8  | Ende eines Schürzenjägers | inedito         | 19 dicembre 1994  | inedito         |
| 9  | Geschäft mit dem Tod      | inedito         | 7 agosto 1995     | inedito         |
| 10 | Tomsky's letzte Reise     | inedito         | 10 giugno 1996    | inedito         |
| 11 | Kurz nach Mitternacht     | inedito         | 27 luglio 1996    | inedito         |
| 12 | Der Deichmörder           | inedito         | 9 dicembre 1996   | inedito         |
| 13 | Eine saubere Stadt        | inedito         | 16 dicembre 1996  | inedito         |
| 14 | Zu viele Verdächtige      | inedito         | 22 dicembre 1997  | inedito         |
| 15 | Blutsverwandtschaft       | inedito         | 29 dicembre 1997  | inedito         |
| 16 | Tödliches Spiel           | inedito         | 23 dicembre 1998  | inedito         |
| 17 | Liebestest                | inedito         | 29 dicembre 1998  | inedito         |
| 18 | Tod eines Festmachers     | inedito         | 28 marzo 1999     | inedito         |
| 19 | Harrys Pech               | inedito         | 26 dicembre 1999  | inedito         |
| 20 | Jugendliebe               | inedito         | 30 dicembre 1999  | inedito         |
| 21 | Tyrannenmord              | inedito         | 26 dicembre 2000  | inedito         |
| 22 | Freier Fall               | inedito         | 1º aprile 2002    | inedito         |
| 23 | Blutrache                 | inedito         | 6 aprile 2003     | inedito         |